# Гомаранизм
Гомарани́зм (эсп. Homaranismo) — религиозно-философическое учение для всего человечества, созданное Л. Л. Заменгофом, и основанное на идеях экуменизма, пацифизма, гуманизма. В некоторых источниках Homaranismo передаётся как «хомаранизм». Гомаранизм развился из созданной ранее Заменгофом идеи гиллелизма, касавшейся только еврейского народа. Важным проповедником идей гомаранизма стала дочь Заменгофа Лидия. Основы этого учения были изложены в анонимно опубликованной статье Заменгофа в 1906 году.